# Rhabdomastix microxantha
Rhabdomastix microxantha là một loài ruồi trong họ Limoniidae. Chúng phân bố ở miền Cổ bắc.